# John Merle Coulter
Pour les articles homonymes, voir Coulter.
John Merle Coulter est un botaniste américain, né le 20 novembre 1851 à Ningbo et mort le 23 décembre 1928 à Yonkers (N.Y.).

## Biographie
Il est le frère du biologiste Stanley Coulter (1853-1943). Il fait ses études au Hanover College (Indiana). Durant deux ans (1872-1873), il est botaniste pour le compte du service de recherche géologique américain. Il enseigne les sciences naturelles au Hanover College, puis la biologie au Wabash College en 1879 et président l’université de l'Indiana de 1891 à 1893, puis de 1893 à 1896, il préside l’université de Lake Forest. En 1896, il quitte cette fonction pour présider le département de botanique de l’Université de Chicago. En 1875, Coulter fonde la Botanical Gazette.

## Liste partielle des publications
- Manual of Rocky Mountain Botany (1885, édition revue en 1909)
- Manual of Texan Botany (1892-93)
- Plant Relations (1899, troisième révision en 1910)
- Plant Structures (1899, seconde édition en 1904)
- Morphology of Spermatophytes (1901)
- Avec Charles Joseph Chamberlain (1863-1943) Morphology of Angiosperms (1903)
- Plant Studies (1902, édition révisée en 1905)
- A Text-Book of Botany for Colleges and Universities(deux volumes, 1910-1911)
- Elementary Studies in Botany (1913)
- Plant Breeding (1914)
- Religion and Science (1923)

## Source
- Traduction de l'article de langue anglaise de Wikipédia (version du 24 août 2006).

J.M.Coult. est l’abréviation botanique standard de John Merle Coulter.
Consulter la liste des abréviations d'auteur en botanique ou la liste des plantes assignées à cet auteur par l'IPNI, la liste des champignons assignés par MycoBank, la liste des algues assignées par l'AlgaeBase et la liste des fossiles assignés à cet auteur par l'IFPNI.